# Mormotomyia hirusta
Mormotomyia
Genre
Espèce
Mormotomyia hirusta, unique représentant du genre Mormotomyia, est une espèce de diptères de la famille des Mormotomyiidae. 